# Eva Maron
Eva Maron (* 13. Dezember 1969 in St. Gallen) ist eine Schweizer Schauspielerin, Tänzerin und Sängerin. Sie wohnt in Berlin, Köln und Zürich.

## Leben
Sie wurde von 1991 bis 1994 in Berlin ausgebildet.
Theater und Kabarett spielte sie unter anderem in Berlin am Fliegenden Theater, an den Kammerspielen, an der Volksbühne und am Theaterhaus Mitte, in Wien am Schauspielhaus und am Theater Foxfire, in Zürich am Tafelspiel, in Tübingen am Landestheater, in Ludwigshafen am Theater im Pfalzbau und im Kanton Thurgau im Kabarett-Ensemble.
Im Fernsehen trat sie fast ausschließlich in Polizeibeamtinnenrollen auf: In aller Freundschaft (2007), Alarm für Cobra 11 – Die Autobahnpolizei (2004), Das Glück ihres Lebens (2003), SK Babies (1999) und Die Wache (1994).